# Al Bidda (métro de Doha)
Al Bidda (en arabe : البدع) est une station sur la Ligne Rouge et sur la Ligne Verte du Métro de Doha. Elle est ouverte en 2019.

## Histoire
La station est mise en service respectivement le 8 mai 2019 et le 10 décembre 2019.